# Løjt Kirkeby
Løjt Kirkeby es una localidad situada en el municipio de Aabenraa, en la región de Dinamarca Meridional (Dinamarca). Tiene una población estimada, a principios de 2022, de 2322 habitantes.
Está ubicada al sur de la región, cerca de la frontera con Alemania y de la costa del mar Báltico.